# Enlinia plumicauda
Enlinia plumicauda är en tvåvingeart som beskrevs av Robinson 1969. Enlinia plumicauda ingår i släktet Enlinia och familjen styltflugor.
Artens utbredningsområde är Chiapas (Mexiko). Inga underarter finns listade i Catalogue of Life.